# 185639 Rainerkling
185639 Rainerkling è un asteroide della fascia principale. Scoperto nel 2008, presenta un'orbita caratterizzata da un semiasse maggiore pari a 2,2379906 UA e da un'eccentricità di 0,0976729, inclinata di 2,10466° rispetto all'eclittica.
L'asteroide è dedicato all'astronomo amatoriale tedesco Rainer Kling.